# (38809) 2000 RT69
2000 RT69 (asteroide 38809) é um asteroide da cintura principal. Possui uma excentricidade de 0.02755020 e uma inclinação de 9.77705º.
Este asteroide foi descoberto no dia 2 de setembro de 2000 por LINEAR em Socorro.